# Пихта священная
Пихта священная, или Пихта мексиканская (лат. Abies religiosa) — дерево, вид рода пихта (Abies) семейства Сосновые (Pinaceae). Произрастает в горах центральной и южной Мексики (на Поперечной Вулканической Сьерре и Южной Сьерра-Мадре) и в западной Гватемале.

## Название
Название Abies religiosa, буквально «религиозная пихта», происходит из-за использования срезанных ветвей пихты на религиозных праздниках (особенно на Рождество) и в церквях Мексики. По другой версии, конусообразная форма крон напоминает руки, сложенные для молитвы.

## Ботаническое описание
Пихта священная — вечнозелёное хвойное дерево среднего или большого размера, вырастающее до 25-50 м в высоту с диаметром ствола до 2 м. Листья игольчатые, уплощённые, 1,5-3,5 см в длину и 1,5 мм в ширину и 0,5 мм в толщину, тёмно-зелёные сверху и с двумя сине-белыми полосами на устьицах снизу. Верхушка листа острая. Расположение листьев на побеге спиралевидное, но каждый лист имеет переменную скрученность у основания, поэтому они лежат плоско по обе стороны от побега и над ним, а не ниже побега. Побеги красновато-коричневые, гладкие или с редким опушением. Почки кирпично-красные, конусовидные.
Шишки овально-цилиндрические 8-16 см в длину и 4-6 см в ширину, тёмно-сине-пурпурные до созревания; чешуйчатые прицветники пурпурные или зеленоватые, средней длины, с выступающими кончиками в замкнутом конусе. Крылатые семена высвобождаются, когда шишки раскрываются при достижении зрелости примерно через 7-9 месяцев после опыления. Деревья на западной оконечности хребта на Невадо-де-Колима, Халиско, имеют шишки с более крупными, отражёнными чешуйками прицветника (похожие на шишки Abies procera); их иногда рассматривают как отдельный вид Abies colimensis.

Abies religiosa
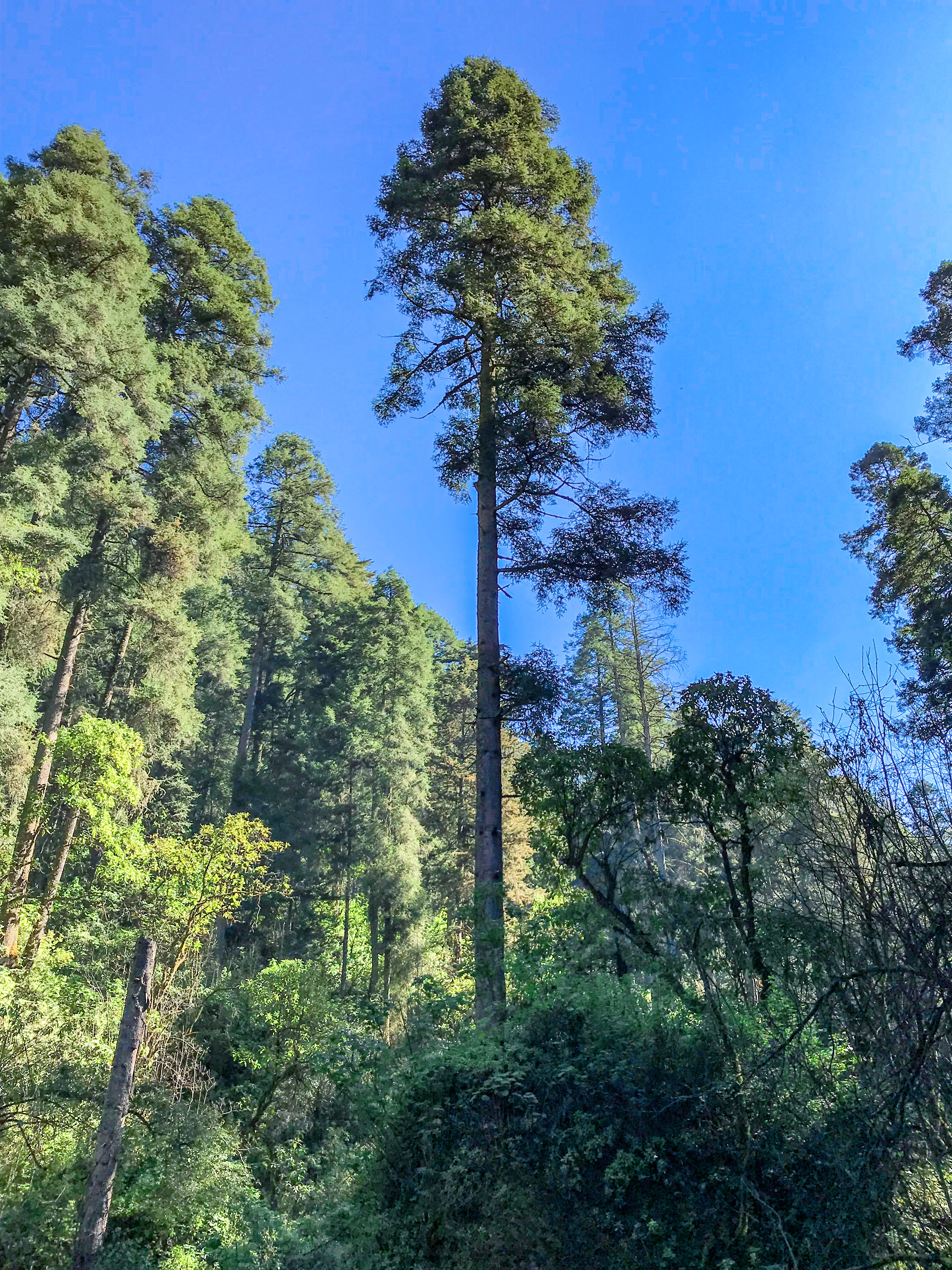
В природе
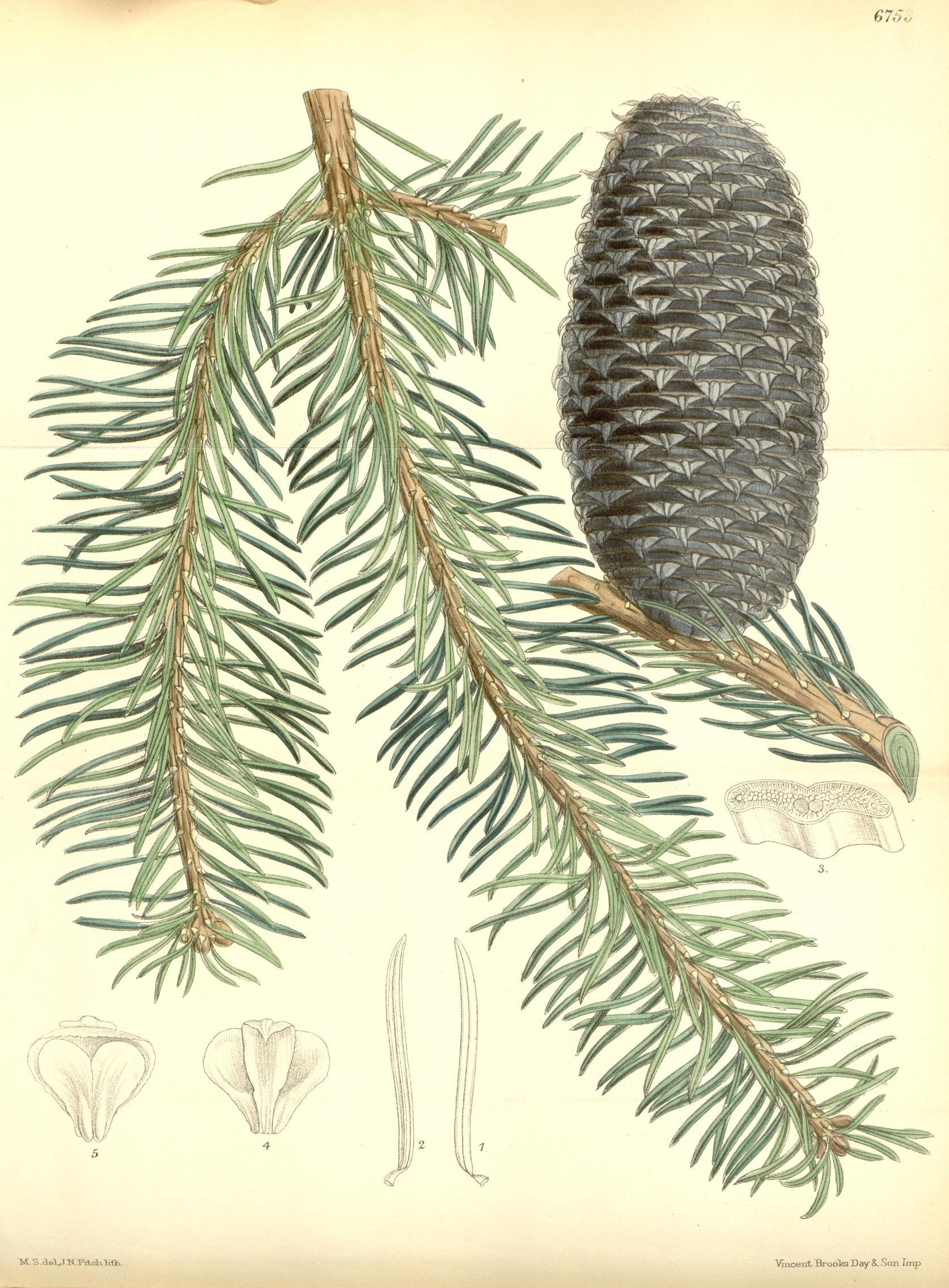
Иллюстрация 1884 года
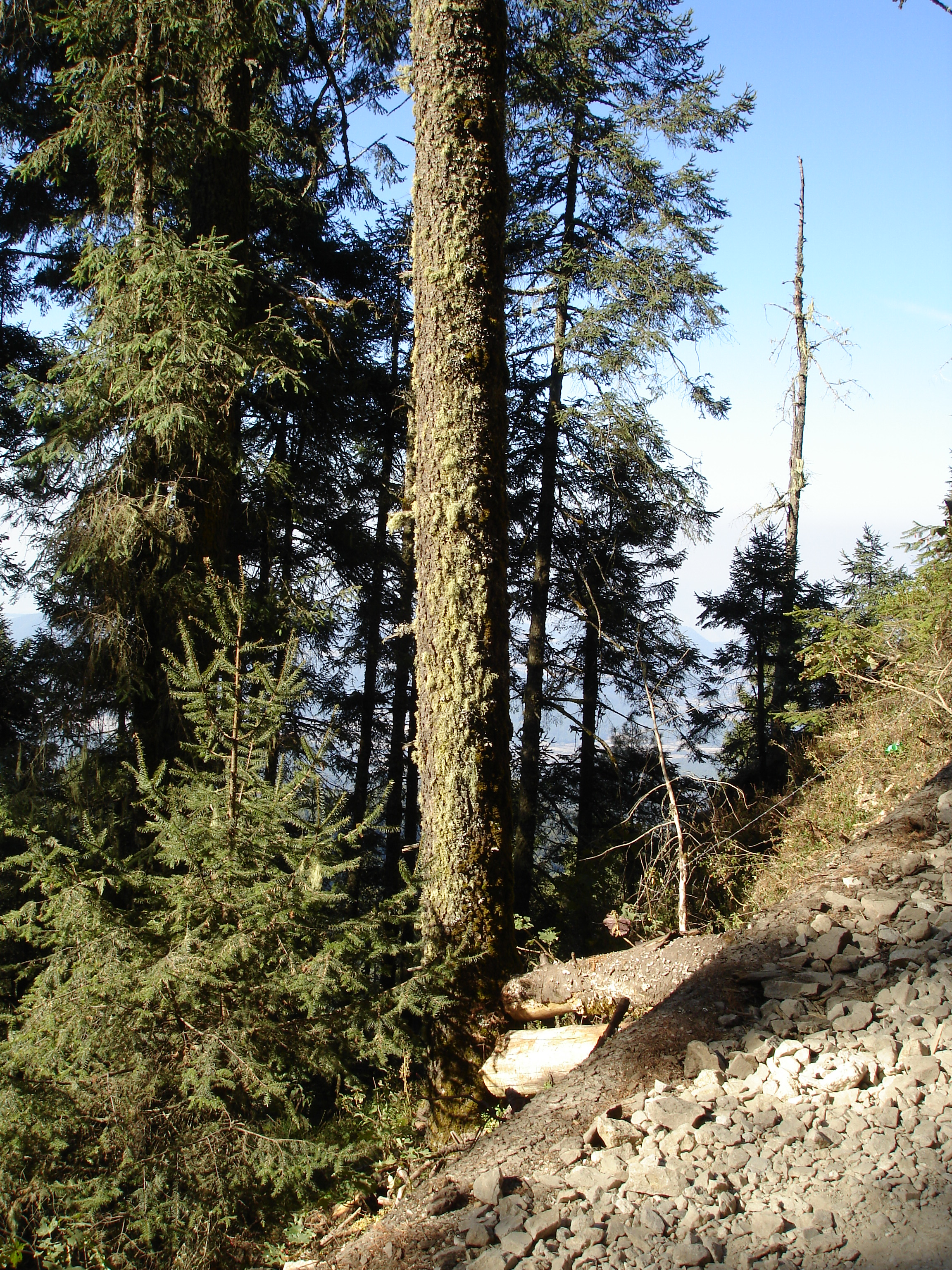
Ствол
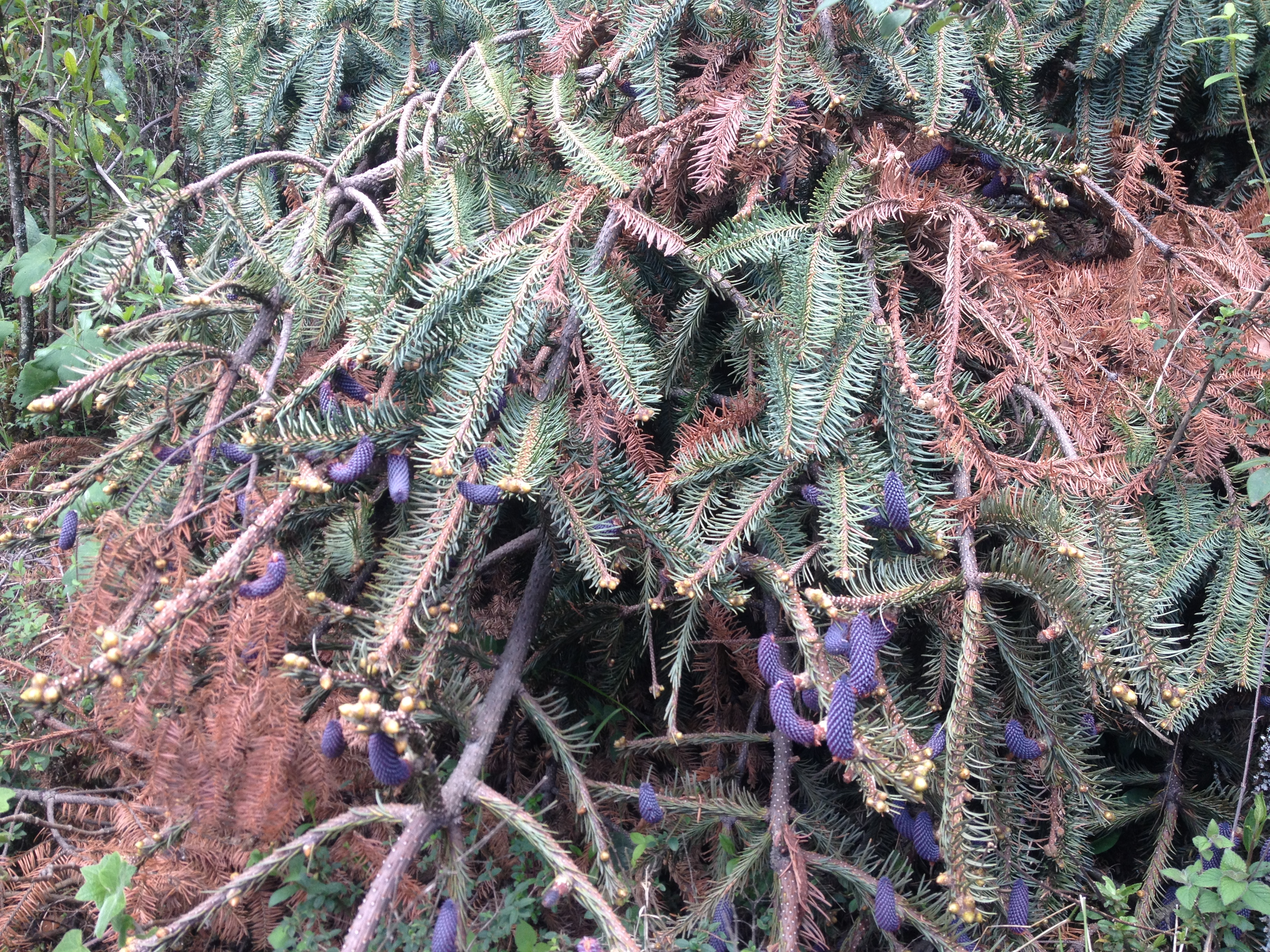
Листья и молодые почки

## Распространение и местообитание
Пихта священная встречается в Мексике и Гватемале. Произрастает в горах центральной и южной Мексики (на Поперечной Вулканической Сьерре, Южной Сьерра-Мадре) и в западной Гватемале. Растёт на больших высотах от 2100 до 4100 м в облачных лесах с прохладным влажным климатом летом и сухой зимой на большей части ареала. В штате Веракрус, где осадки постоянные, растёт круглый год. Устойчива к регулярным зимним снегопадам, которые случаются в наиболее высоко расположенных над уровнем моря местообитаниях, вблизи её верхнего высотного предела распространения.

## Биология

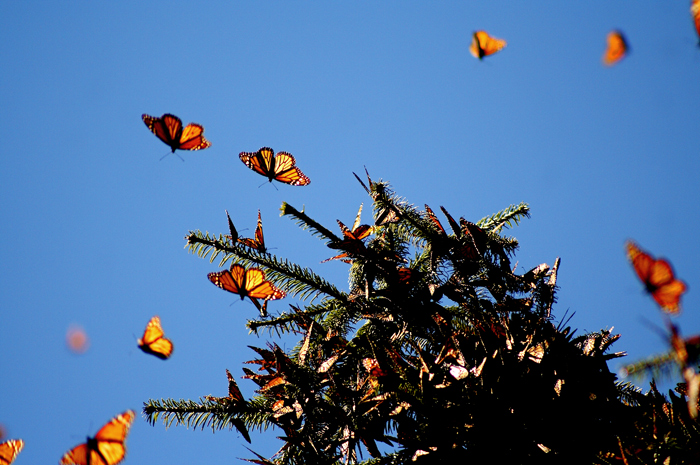
Скопление бабочек данаида монарх (Danaus plexippus) на пихте священной

Пихта священная является предпочтительным деревом для бабочки данаида монарх (Danaus plexippus): колонии бабочек располагаются на них во время зимовки в лесах Транс-Мексиканского вулканического пояса. Густые ветви пихт защищают их от зимних дождей и создают микроклимат достаточно прохладный, чтобы бабочки не выходили из состояния гибернации, но не настолько холодный, чтобы они погибли. Хотя бабочки-монархи известны и в других частях южного мексиканского нагорья, поскольку некоторые экземпляры не мигрируют, основная их часть собирается в нескольких охраняемых пихтовых лесах в биосферном заповеднике бабочек-монархов недалеко от городов Ангангео (Мичоакан) и Авандаро (штат Мехико), с декабря по март.

## Применение
Древесина пихты священной довольно мягкая и поэтому не подходит для обработки. Тем не менее ареал вида сокращается из-за вырубки на топливо и других причин, связанных с деятельностью человека.

## Охранный статус
Международный союз охраны природы классифицирует природоохранный статус вида как «вызывающий наименьшие опасения».
Было обнаружено, что «площадь, подходящая для произрастания пихты священной, вероятно, сократится на 96 процентов к 2090 году и полностью исчезнет в пределах заповедника Биосфера бабочки-монарха».